# Houslař cremonský
Houslař cremonský (též Cremonský houslař), v maďarském originále A cremonai hegedűs), op. 40, je opera o dvou dějstvích (nebo o jednom dějství se dvěma obrazy) maďarského skladatele Jenő Hubaye (Eugena Hubera). Původně francouzské libreto napsali François Coppée a Henri Beauclair podle Coppéovy veršované jednoaktové komedie Le Luthier de Crémone z roku 1876, do maďarštiny je přeložil Emil Ábrányi.
Opera byla poprvé uvedena dne 10. listopad 1894 v Budapešti v Maďarské královské opeře, původně v kombinaci s Norimberskou loutkou Adolpha Adama.
Houslař cremonský byla nejúspěšnější Hubayova opera a na přelomu 19. a 20. století se hrála na mnoha jevištích Evropy, zejména německých v překladu Maxe Kalbecka. Poprvé se německy hrála v Lipsku 22. září 1895, pak následovalo Nové německé divadlo v Praze 13. října 1895, dále například Štrasburk nebo Basilej počátkem roku 1896, celkem na 70 divadel. Houslař cremonský jako první maďarská opera pronikl i do zámoří; 20. prosince 1897 se poprvé hrál v New Yorku, vůbec poprvé s původním francouzskojazyčným libretem. Houslové sólo, které se stalo proslulým a hraje se často samostatně, hrál o premiéře (i později, včetně při pražské premiéře) sám Hubay za scénou.
Opera trvá asi 75 minut.
Stejná námět zpracoval v opeře s poněkud pozměněným názvem Houslaři cremonští na německé libreto i český skladatel Hanuš Trneček; jeho opera měla premiéru roku 1886 ve Zvěříně. Roku 1906 měla premiéru rovněž adaptace El certamen de Cremona španělského skladatele Tomáse Bretóna.

## Osoby a první obsazení
| osoba                             | hlasový obor | premiéra (10. 11. 1894) | česká premiéra (13. 10. 1895) |
| --------------------------------- | ------------ | ----------------------- | ----------------------------- |
| Taddeo Ferrari, mistr houslařský  | bas          | D. Ney                  | Georg Siedlitz                |
| Filippo, Ferrariho učedník        | baryton      | Takács                  | Max Dawison                   |
| Sandro, Ferrariho učedník         | tenor        | Arányi                  | Eugen Guszalewicz             |
| Giannina, Ferrariho dcera         | soprán       | W. M. Abrányi           | Helene Wiel                   |
| Podesta                           | bas          | Szendröi                | Philipp Lehmler               |
| Ferrariho učedníci, cremonský lid |              |                         |                               |
| Dirigent:                         | Dirigent:    | Arthur Nikisch          |                               |
| Režie:                            | Režie:       | Alssegi                 |                               |

## Děj opery
Odehrává se v Cremoně roku 1750.

### 1. dějství
Houslařský ateliér mistra Taddey Ferrariho v Cremoně. Učedníci pracují na svých nástrojích, chválí své řemeslo a zkoušejí tóny svých nástrojů. Nejstarší z nich, Sandro, si zoufá nad vrzáním nesladěných nástrojů a sám zkouší zvuk mandolíny (introdukce Sandra a sboru Nincs bájosabb, szebb földi mû / Est-il un plus charmant). Do největšího rámusu vchází mistr Ferrari. Všichni ztichnou, když jim sděluje velkou novinu: sám městský podesta se rozhodl uctít jejich řemeslo a ocenit zlatým řetězem toho, kdo zhotoví nejlepší housle. Učedníci vyvolávají podestovi slávu. Mistr vyjímá z vitríny vzácný nástroj a rozezpívá se ke chvále houslí, krále mezi nástroji, bez kterého se neobejde žádný ples či svatba. Učni mu vesele přizvukují (píseň o houslích Oh könnyû dallam hangos fája / Qui a donc fait tourner).
Jen Ferrariho dcera Giannina je melancholická. Zpívá si píseň o ptáčkovi, kterého slýchala v polích, jehož stopu ztratila a kterého by chtěla lapit (ptačí píseň Lombok árnyas, halk rejtekében / Par les branches désordonnées). Pohled, který si vymění se Sandrem, napovídá, koho má na mysli. Mistr Ferrari ji zpravuje o soutěži a přidává vlastní novinku. Musí zabezpečit své důstojné následnictví v řemesle, a proto vyhlašuje, že vítězi podestovy soutěže dá za manželku svou dceru a přenechá svůj dům i dílnu. Sandro i Giannina jsou tímto nečekaným nápadem ohromeni. Učedníci jsou pro dnešek z práce propuštěni a všichni až na mistra a jeho dceru opouštějí dílnu.
Giannina se do otce pustí a snaží se mu nápad vymluvit. Ale ten ví, že má ráda Sandra, a radí jí, aby na něj zapomněla. Giannina vypočítává otci nebezpečí: co když vyhraje člověk nečestný, nekřesťanský nebo líný? Ale mistr všechno odbývá mávnutím ruku a Gianninin strach, že by mohla padnout do rukou opilci, jej spíše potěší – vždyť každý umělec si musí umět přihnout. A s touto myšlenkou odchází do vinného sklípku (duet Ferrariho a Gianniny Már nem tûrsz meg magadnál ? / Oh! que viens-je d'entendre?). Giannina nemůže pochopit, jak dosud tak pozorný otec najednou může být k jejím citům, přáním a osudu tak netečný; zdá se jí, že cítí první bolest svého života (árie Elhagyott a szelíd remény / Vous brisez les espoirs).
Potichu přichází Sandro. Odkládá své housle n stůl, ujišťuje se u Gianniny, že mistr trvá na svém bláznivém úmyslu, a je zachmuřen, protože našel vážného soka. Seděl totiž u okna a myslel na svou milou, když uslyšel znedaleka čarokrásný zpěv houslí. Ten, kdo takový nástroj vyrobil, jistě získá i nejvyšší cenu (árie Halld ... a mult éjszakán, kis ablakomban állva / Oui, c'était l'autre nuit). Špatné vyhlídky oba milence jen povzbudí, aby si vyznali věrnou lásku (duet Nem hagylak én ... melletted állok! / Quoi, m'oublier?'. V objetí je překvapí mistr Ferrari. Již popil vína a není příliš rozzloben – má Sandra celkem v lásce a přeje mu úspěch v soutěži. Ten však ví, kdo musí vyhrát: hrbáč Filippo, další z Ferrariho učedníků. Giannina se zděsí a proklíná den, kdy její otec přijal nebožáka do učení.
Tu je slyšet z ulice posměšný zpěv uličníků pronásledujících hrbáče. Filippo celý udýchaný vběhne a vypráví, co se mu přihodilo. Viděl kluky, jak týrali chromého psa. Zželelo se mu zvířete, s nímž se cítil spřízněn, a zachránil ho. Uličníci si našli rychle nový terč v něm a začali se mu vysmívat a házet po něm kameny. Nyní však je v bezpečí i chudák pes tentokrát jeho zásluhou přežil (vyprávění Sok gonosz fiú / Ils étaient quinze ou vingt). Giannina mu stírá z obličeje krev. Filippovy vřelé díky vzbudí Sandrovu žárlivost, a proto na soudruhovu zdvořilou otázku po jeho houslích odpovídá úsečně a nevlídně.
Filippo je zklamán tím, jak se i přítel stal jeho sokem. Jen Giannina je k němu hodná ode dne, kdy přišel jako toulavé dítko do domu mistra Ferrariho (vyprávění  Irígy tehát! Igaz barát nincs a világon / Un envieux, voilà que mon chagrin). Giannina se vrací, aby s Filippem promluvila o samotě. Nejprve mu škádlivě vyčítá, že jí sám neoznámil, že se uchází o podestovu cenu. Filippo opáčí, že na cenu nemyslel, hlavní je, že jeho dílo je dokončeno. Vypravuje Giannině, že každé ráno vychází do polí a tam improvizuje na své housle, cítě se šťasten a mlád (árie Ha pirkad a határ / Tous les matins je gagne). Giannina jej vyzývá, aby jí zahrál, a Filippo jí vyhoví (houslové sólo).
Filippova hra Gianninu rozpláče. Ten se chvíli domnívá, že ji hudba tak dojala a získala mu její přízeň (árie Mit látok? Sírsz! Te sírsz! / Que vois-je vous pleurer). Ale dívka mu osvětluje příčinu svého žalu: miluje totiž jiného, Sandra, jenže zvuk Filippových houslí jí přesvědčil, že to on soutěž vyhraje. Giannina prosí Filippa, aby na ni přestal myslet (duet Hallád ime vallomásom / J'ai dit le secret). Filippo je raněn, Giannina potichu odchází do svého pokoje.
Zvnějšku zaznívá o tom, že vítěz dnešní soutěže získá zlatou odměnu a krásnou nevěstu. Filippa napadá, že nebude-li se účastnit soutěže on, připadne Giannina někomu jinému, koho nebude chtít (Sandrovu nástroji mnoho šancí nedává). Rozhodne se proto jí pomoci a s těžkým srdcem vyměňuje své vlastní milované housle za Sandrovy (árie Ezt nem hagyom! A leány ne ontson könnyet!
/ Je ne veux pas que la pauvre enfant).
Mistr s ostatními učedníky přicházejí, všichni berou své nástroje, aby je předložili k soutěži. Ferrari jim přeje úspěch a připomíná, o jak vzácný poklad se soupeří. Giannina vstoupí v úboru nevěsty. Filippo svěřuje své i Sandrovy housle Sandrovi a sám zůstává, zatímco ostatní odcházejí k podestovi. Filippo si jen rezignovaně povzdechne, proč není tak statný a zdravý jako Sandro. A zrovna ten se najednou vrací zpět, velmi rozrušený, a prosí nic nechápajícího Filippa o odpuštění. Přiznává se, že věděl, čí nástroj je nejlepší, a v ústraní vyměnil své housle za Filippovy. Filippo odpovídá, že se za svůj čin Sandro sám potrestal: on sám již housle dříve zaměnil z upřímné lásky k Giannině. Sandro je ohromen. Na Filippovu výzvu oba vybíhají k podestovi, aby situaci pokud možno ještě napravili (duet Filippó! Filippó! / Philippo! Philippo!).

### 2. dějství
Velké náměstí před radnicí v Cremoně. Cremoňané tančí tarantelu a zpívají (sbor Minden utca csendül, pendül / Il circule dans l'air). Filippo a Sandro přibíhají, ale na balkón radnice právě vystupují podesta a mistr Ferrari a vyhlašují vítězem soutěže Filippa. Podesta mu zavěšuje zlatý řetěz na krk, ale Filippo jej hned snímá a věnuje Giannině. Mistr Ferrari mu předává ruku své dcera, ale hrbáč ji spojuje s rukou Sandrovou. Žádá svého mistra o požehnání pro mladou dvojici, on sám odchází hledat štěstí jinde a prosí jen, aby na něj vzpomínali v dobrém (árie Nem ilet e szó… köszönom! / Laissez, maître Ferrari). Všichni žasnou nad Filipovou dobrotou, Giannina a Sandro jsou šťastni, že budou svoji, jen mistr Ferrari považuje Filippovo gesto za nerozumné a bláhové. Všichni však mistrnému houslaři na rozloučenou přejí, aby ve svém umění nalezl štěstí (závěrečný ansámbl Nemes barát! / Que Dieu, Philippo).

## Instrumentace
Tři flétny, tři hoboje, tři klarinety, dva fagoty; čtyři lesní rohy, tři trubky, tři pozouny, tuba; tympány, dvě bicí soupravy, harfa, smyčcové nástroje (housle, violy, violoncella, kontrabasy.